# Word Up!
„Word Up!“ е вторият сингъл на английската поп певица Мелани Браун, издаден на 28 юни 1999.
Песента се задържа на 14-о място в класацията за сингли на Великобритания UK Singles Chart.